# Estação San José de Flores
A Estação San José de Flores é uma das estações do Metro de Buenos Aires, situada em Buenos Aires, entre a Estação Carabobo e a Estação San Pedrito. Faz parte da Linha A.
Foi inaugurada em 27 de setembro de 2013. Localiza-se no cruzamento da Avenida Rivadavia com a Rua General José G. Artigas e a Rua Pedernera. Atende o bairro de Flores.
Está instalada debaixo da Plaza General Pueyrredón, também conhecida como Plaza Flores. Devido a sua proximidade com a estação Flores do Ferrocarril Domingo Faustino Sarmiento, será um importante modo de combinação.